# Muzeum Historii Naturalnej w Wiedniu
Muzeum Historii Naturalnej w Wiedniu (niem. Naturhistorisches Museum Wien) – muzeum historii naturalnej w Wiedniu, otwarte w 1889.

## Historia
Zbiory muzeum bazują na kolekcjach monarchów austriackich. Najstarsze eksponaty pochodzą z kolekcji Johanna von Baillou (1684–1758) zakupionej w 1750 roku przez Franciszka I Lotaryńskiego – męża Marii Teresy Habsburg. Zbiory cesarskie liczyły 30 tys. obiektów: skamielin, muszli, korali, minerałów i kamieni szlachetnych. Franciszek I założył ponadto menażerię w Schönbrunn (1752) i ogród botaniczny (1753). Z jego inicjatywy Nikolaus Joseph von Jacquin (1727–1817) odbył ekspedycję naukową na Wyspy Karaibskie, do Wenezueli i Kolumbii, skąd przywiózł wiele roślin i zwierząt oraz 67 skrzyń z obiektami przyrodniczymi. 
Po śmierci męża Maria Teresa Habsburg przekazała jego kolekcję państwu i udostępniła ją zwiedzającym. Uporządkowanie i poszerzenie zbiorów powierzono mineralogowi Ignazowi von Bornowi (1742–1791), który sprowadził minerały ze wszystkich regionów cesarstwa. 
W XIX wieku zorganizowano wiele ekspedycji naukowych, m.in. do Brazylii i Ameryki Południowej, podczas których zbierane okazy flory, fauny i minerałów przesyłano regularnie do muzeum w Wiedniu. Okazów było tak dużo, że wkrótce zaczęło brakować miejsca w Hofburgu i rozpatrywano założenie osobnego muzeum brazylijskiego. W latach 1857–1859 miała miejsce żeglarska wyprawa dookoła świata, w której wzięli udział m.in. geolog Ferdinand von Hochstetter (1829–1884), podróżnik Karl von Scherzer (1821–1903) i zoolog Georg von Frauenfeld (1807–1873), i z której przywieziono ogromną liczbę okazów.  
Nowy gmach dla rozrastających się zbiorów wzniesiono w latach 1871–81. 

## Architektura
Architektonicznym odbiciem Muzeum Historii Naturalnej jest leżące naprzeciwko Muzeum Historii Sztuki w Wiedniu. Obydwa gmachy zostały wzniesione w stylu historycznym na zlecenie Franciszka Józefa I (1830–1916) przez Gottfrieda Sempra (1803–1879) i Carla von Hasenauera (1833–1894). Gmach muzeum znajduje się na liście zabytków. Dekoracje fasady nawiązują do sił przyrody i postępu naukowego a na kopule budynku znajduje się rzeźba boga Heliosa; na głównej klatce schodowej wisi portret Franciszka I Lotaryńskiego. 

## Eksponaty i zbiory
W muzeum znajduje się 39 sal z ekspozycjami (2015). Ekspozycje stałe znajdują się na półpiętrze oraz na 1. piętrze; parter obejmuje wejście, sklep i szatnie dla zwiedzających. 
Na półpiętrze znajdują się wystawy geologiczne, mineralogiczne i petrograficzne. Do bardziej znaczących eksponatów należą: halit z Wieliczki o wadze około tony i długości kryształów dochodzącej do 30 cm oraz  okaz kwarcu dymnego ważący 115 kg, wydobyty w 1868 roku z lodowca Tiefen w Szwajcarii. Poza tym można obejrzeć np. atakamit z Wallaroo (Australia), około 1100 meteorytów, w tym ważący około 300 kg Knyahinya z terenu obecnej Ukrainy i kawałek bazaltu z Księżyca o masie 83,7 g. Wystawy w salach 6–9 poświęcone są historii Ziemi oraz ewolucji; można zobaczyć np. szczątki kopalne roślin z późnego triasu, wydobyte w Lunz. W sali 10 ekspozycje dotyczą dinozaurów; jednymi z eksponatów są szkielety diplodoka, allozaura (A. fragilis) i iguanodona, które zwiedzający mogą obejrzeć z każdej strony. Dwie sale, 14 i 15, prezentują zbiory i wystawy antropologiczne. 

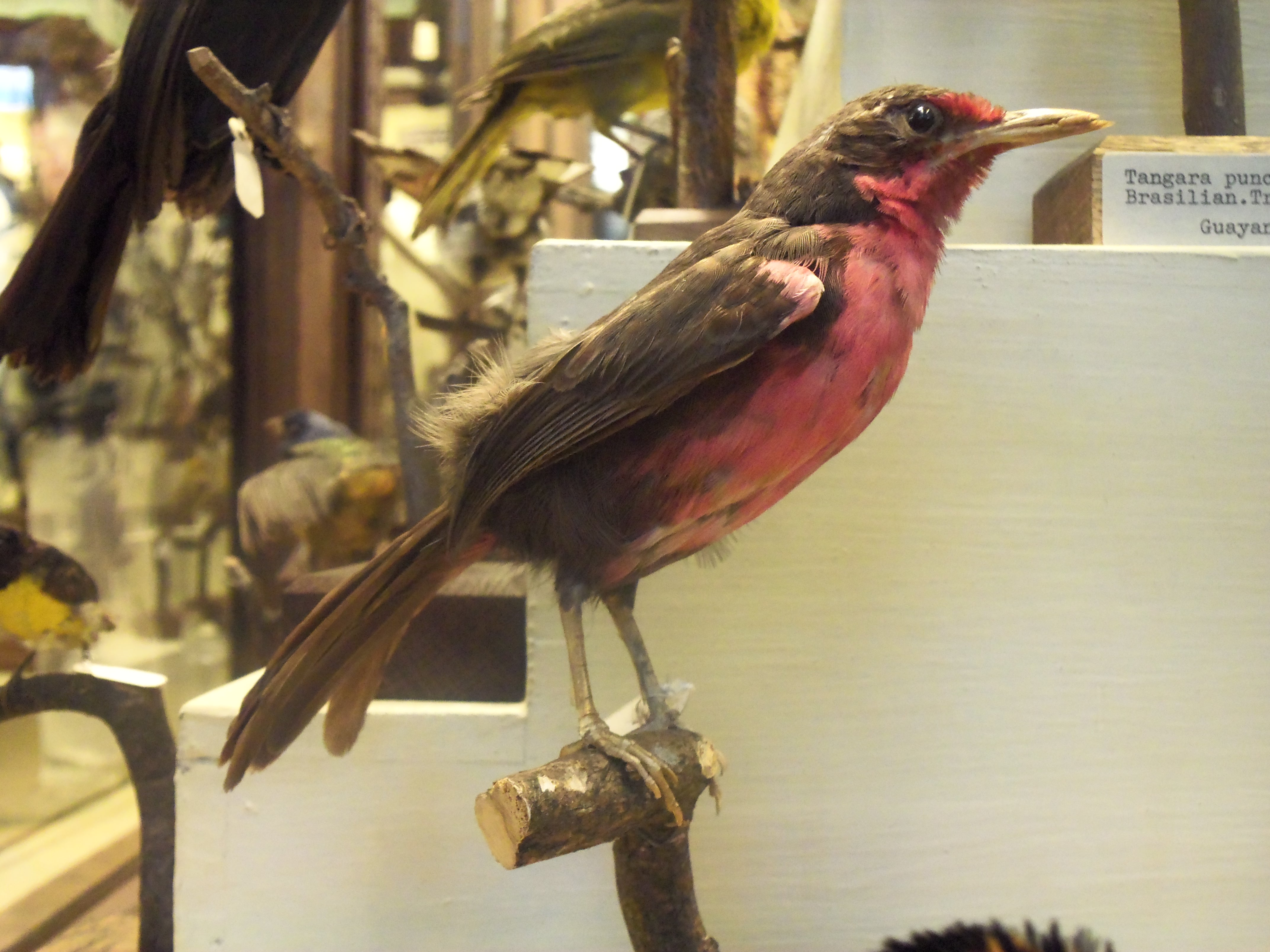
Tanagrzec (Rhodinocichla rosea)

W zbiorach muzeum znajduje się około 40 tysięcy czaszek; blisko jedna czwarta z nich składowana jest w gablotach na korytarzu w części antropologicznej, mierzącym 30 na 4 m. Jedno ze stoisk w części antropologicznej dotyczy odnalezionych w 2005 roku w stanowisku Krems-Wachtberg szczątków bliźniąt, pochowanych razem około 27 tys. lat temu. W muzeum przechowywane są Wenus z Willendorfu i Wenus z Galgenbergu.
Na piętrze pierwsza sala (21) poświęcona jest mikrofaunie – m.in. organizmom jednokomórkowym, wioślarkom i owadom. W sali 22 znajdują się eksponaty dotyczące m.in. gąbek, jamochłonów i szkarłupni, w sali 23 – mięczaków, w sali 24 – stawonogów. Sale 25–39 przeznaczono na ekspozycje dotyczące kręgowców. Sale 27 i 28 obejmują wystawę na temat płazów i gadów, 33–39 – ssaków. Sala 29 prezentuje wyłącznie wypchane okazy ptaków austriackich, kolejne – 30–32 – dotyczą ptaków z całego świata; łącznie w gablotach zwiedzający mogą obejrzeć około 2500 wypchanych ptaków. 
Na pierwszym piętrze oprócz ekspozycji znajduje się również kawiarnia dla zwiedzających.